# Raoul Vast
Raoul Vast (Paris, 20 mai 1850 - Neuilly-sur-Marne, 8 mars 1889) est un écrivain et auteur dramatique français.

## Biographie
Directeur de la publication de La Revue réaliste (1879), il a principalement été le collaborateur de Gustave Ricouard dans des pièces qui ont été représentées, entre autres, au Théâtre de l'Ambigu-Comique, au Bouffes-du-Nord, au Théâtre du Palais-Royal et au Théâtre des Nouveautés, ainsi que pour des romans signés sous leurs deux noms.

## Œuvres
- La Haute Pègre, roman, avec Ricouard, Dentu, 1881
- La Jeune Garde, roman, avec Ricouard, P. Ollendorff, 1881
- La Belle Héritière, roman, avec Ricouard, J. Rouff, 1883
- La Femme de chambre, roman, avec Ricouard, Marpon et Flammarion, 1886
- La Négresse, roman, avec Ricouard, Dentu, 1886